# Élections des gouverneurs américains de 2015
Les élections des gouverneurs américains de 2015 ont eu lieu les 3 et 21 novembre dans trois États américains, le premier détenu par un démocrate et les deux autres par des républicains. À l'issue des élections, le statu quo est maintenu, les républicains détiennent toujours 31 postes et les démocrates 18.

## Situation par État
| États       | Gouverneur sortant | Gouverneur sortant | Résultats | Résultats                                                                  |
| ----------- | ------------------ | ------------------ | --------- | -------------------------------------------------------------------------- |
| Kentucky    |                    | Steve Beshear      |           | Matt Bevin (R) : 52,5 % Jack Conway (D) : 43,8 % Drew Curtis (I) : 3,7 %   |
| Louisiane   |                    | Bobby Jindal       |           | John Bel Edwards (D) : 56,1 % David Vitter (R) : 43,9 %                    |
| Mississippi |                    | Phil Bryant        |           | Phil Bryant (R) : 66,4 % Robert Gray (D) : 32,3 % Shawn O'Hara (R) : 1,4 % |